# Proctacanthus caudatus
Proctacanthus caudatus là một loài ruồi trong họ Asilidae. Proctacanthus caudatus được Hine miêu tả năm 1911. Loài này phân bố ở vùng Tân nhiệt đới.